# Göran Nicklasson
Göran Nicklasson (1942. augusztus 20. – 2018. január 27.)  svéd válogatott labdarúgó. 

## Pályafutása

### A válogatottban
1969 és 1970 között 8 alkalommal szerepelt a svéd válogatottban és 1 gólt szerzett. Részt vett az 1970-es világbajnokságon.

## Sikerei, díjai
IFK Göteborg
- Svéd bajnok (1): 1969